# روماریو ویرا
روماریو ویرا (انگلیسی: Romário Vieira؛ زادهٔ ۱۹ ژوئیهٔ ۱۹۹۸) بازیکن فوتبال اهل گینه بیسائو است.
از باشگاه‌هایی که در آن بازی کرده‌است می‌توان به باشگاه فوتبال لیدز یونایتد اشاره کرد.
وی همچنین در تیم ملی فوتبال گینه بیسائو بازی کرده‌است.